# Богдан Т70115
Богдан Т70115 — 12-тиметровий низькопідлоговий тролейбус, що випускався у 2010-2011 роках Луцьким автомобільним заводом.

## Опис
Богдан-Т70115 - міський низькопідлоговий тролейбус з несучим кузовом вагонної компоновки. Тролейбус оснащений асинхронним двигуном змінного струму TAM 1050C6 і системою керування Cegelec Europulse. Підвіска передніх коліс - незалежна пневматична, задніх - залежна, пневматична.